# Оферман (Џорџија)
Оферман (Џорџија) (енгл. Offerman) град је у америчкој савезној држави Џорџија. По попису становништва из 2010. у њему је живело 441 становника.

## Демографија
Према попису становништва из 2010. у граду је живело 441 становника, што је 38 (9,4%) становника више него 2000. године.
| Група             | 2000.       | 2010.       |
| Белци             | 337 (83,6%) | 337 (76,4%) |
| Афроамериканци    | 51 (12,7%)  | 50 (11,3%)  |
| Азијати           | 1 (0,2%)    | 3 (0,7%)    |
| Хиспаноамериканци | 2 (0,5%)    | 43 (9,8%)   |
| Укупно            | 403         | 441         |